# Virpur
Virpur fou un estat tributari protegit de l'agència de Kathiawar a la presidència de Bombai. La superfície era de 174 km² i la població el 1901 de 6.152 habitants distribuïda en 13 pobles.
Era estat de quarta classe del Kathiawar i la nissaga reial fou la primera escissió de la nissaga de Nawanagar; el fundador fou Bhanji, segon fill de Jam Vibhoji I de Nawanagar, que va rebre en feu Kalavad i 11 pobles més; el seu fill Bharoji va abandonar Kalavad i es va establir com a subordinat a la thana musulmana de Kharedi i aquí va servir al thanadar per expulsar els khatis i va rebre una part de les terres conquerides; Mokoji, el setè descendent des de Bharoji, va obtenir la possessió de Kharedi, expulsant al thanadar el 1766. Després va conquerir Virpur i altres dos pobles als khatis que s'havien establert a la zona a la dissolució de l'Imperi Mogol, i va formar una taluka amb 13 pobles. Mokaji, setè descendent, va traslladar la capitar a Virpur.

## Llista de thakurs
- 1. Thakur Saheb BHANAJI VIBHAJI
- 2. Thakur Saheb BHARAJI BHANAJI (fill)
- 3. Thakur Saheb HARDHOLJI BHARAJI (fill)
- 4. Thakur Saheb SAHEBJI HARDHOLJI (fill)
- 5. Thakur Saheb MOKAJI I SAHEBJI (fill)
- 6. Thakur Saheb MULUJI I MOKAJI (fill)
- 7. Thakur Saheb JETHIJI MULUJI (fill)
- 8. Thakur Saheb MOKAJI II JETHIJI (Bavaji) (fill)
- 9. Thakur Saheb SURAJI I MOKAJI (fill), era viu el 1813
- 10. Thakur Saheb MULUJI II SURAJI (fill)
- 11. Thakur Saheb SURTANJI MULUJI ?-1864 (fill)
- 12. Thakur Saheb SURAJI II SURTANJI 1864-1918 (fill)
- 13. Thakur Saheb HAMIRSINHJI SURAJI 1918- ? (fill)
- 14. Thakur Saheb DILIPSINHJI HAMIRSINHJIThakur ? -1945 (fill)
- 15. Thakur Saheb NARENDRASINHJI DILIPSINHJI 1945-1948 (fill)